# Alizé (prénom)
Pour les articles homonymes, voir Alizé (homonymie).
Alizé est un prénom mixte, inspiré directement du mot alizé,  vent des régions intertropicales soufflant d'est en ouest de façon régulière. Il a pour variantes Alizée, Alisée, Aliséa.

## Personnes portant ce prénom
- Pour voir toutes les pages commençant par Alizé, consulter la liste générée automatiquement pour Alizé.

## Popularité du prénom
Au début de 2010, 1 698 personnes étaient prénommées Alizé en France. C'est le 1 028e prénom le plus attribué au siècle dernier dans ce pays, et l'année où il a été attribué le plus est 1994, avec un nombre de 89 naissances.